# 인삼박물관
인삼박물관(人蔘博物館)은 KT&G 자회사인 KGC인삼공사에서 운영하는 인삼전문 박물관이다. 총 830m2(250평)의 규모에 약 250여점의 인삼 및 홍삼관련 자료가 전시되어 있다. 충청남도 부여군 규암면 내리 200 (흥수로 846)에 위치하고 있다.

## 연혁
- 2004년 인삼박물관 개관

## 같이 보기
- 인삼박물관 (영주시)